# Utetes testaceus
Utetes testaceus är en stekelart som först beskrevs av Wesmael 1838.  Utetes testaceus ingår i släktet Utetes och familjen bracksteklar. Inga underarter finns listade i Catalogue of Life.